# Racó de Miravet
El Racó de Miravet és un indret del terme municipal de Tremp, al Pallars Jussà, dins de l'antic terme de Fígols de Tremp, una mica a cavall amb el veí terme de Sant Esteve de la Sarga.
Està situat en un dels llocs més desèrtics de l'actual terme de Tremp: al sud del municipi, és a prop del triterme amb Sant Esteve de la Sarga i Castell de Mur. Al sud-oest d'Arbul, pren el nom de la Casa Miravet d'Arbul, pertanyent a aquest antic poble.